# U-17-Fußball-Südamerikameisterschaft 2003
Die U-17-Fußball-Südamerikameisterschaft 2003 fand im Mai 2003 in Bolivien statt.
Ausgetragen wurden die Begegnungen zur Ermittlung des Turniersiegers in Santa Cruz de la Sierra. Dahin waren die Spiele verlegt worden, nachdem aufgrund sozialer Unruhen in Venezuela die eigentlich für den 28. Februar 2003 bis 16. März 2003 in Maracay in Venezuela angesetzte Veranstaltung abgesagt werden musste. Gespielt wurde in zwei Gruppen à fünf Mannschaften und einer anschließend ebenfalls im Gruppenmodus ausgetragenen Finalphase mit vier Teams, die sich aus den beiden Gruppenerstplatzierten zusammensetzte. Es nahmen am Turnier die Nationalmannschaften Argentiniens, Boliviens, Brasiliens, Chiles, Ecuadors, Kolumbiens, Paraguays, Perus, Uruguays und Venezuelas teil. Aus der Veranstaltung ging die U-17 Argentiniens als Sieger hervor. Die Plätze zwei bis vier belegten die Nationalteams aus Brasilien, Kolumbien und Uruguay. Torschützenkönig wurde mit fünf erzielten Treffern der Argentinier Hernán Gastón Peirone.
Argentinien, Brasilien und Kolumbien als die drei nach Abschluss des Turniers bestplatzierten Auswahlmannschaften qualifizierten sich für die U-17-Weltmeisterschaft 2003 in Finnland.